# 環境保護局 (瑞典)
环境保护局（瑞典語：Naturvårdsverket），前稱瑞典國家環境保護委員會（瑞典語：Statens naturvårdsverk），是瑞典的政府机构，成立于1967年，负责提出和实施环境政策，隸屬氣候與企業部。